# رودني أوستين
رودني أوستين (بالإنجليزية: Rodney Austin)‏ هو لاعب كرة قدم أمريكية أمريكي، ولد في 4 ديسمبر 1988 في سانت لويس في الولايات المتحدة.

## وصلات خارجية
- رودني أوستين على موقع مرجع كرة القدم المحترفة.كوم (الإنجليزية)